# Christoph Ulrich

Der von Christoph Ulrich gefahrenen Ferrari 488 GTE Evo beim 24-Stunden-Rennen von Le Mans 2022

Christoph Ulrich (* 26. März 1972 in Muotathal) ist ein Schweizer Autorennfahrer.

## Karriere als Rennfahrer
Christop Ulrich ist seit 2015 als Amateur-Rennfahrer aktiv. Er begann seine Karriere bei AF Corse und startete nach ersten Einsätzen bei italienischen GT-Rennen ab 2016 im Blancpain GT Sports Club und im Michelin Le Mans Cup. 2017 wurde er im Ferrari 458 Italia GT3 hinter Anthony Pons Gesamtzweiter im GT Sports club und 2018 hinter Sergio Pianezzola und Giacomo Piccini gemeinsam mit Maurizio Mediani Gesamtzweiter der GT3-Klasse im Michelin Le Mans Cup.
2020 gab er als Partner von Steffen Görig und Alexander West sein Debüt beim 24-Stunden-Rennen von Le Mans. Das Trio musste das Rennen nach einem Unfall vorzeitig beenden.

## Statistik

### Le-Mans-Ergebnisse
| Jahr | Team     | Fahrzeug            | Teamkollege   | Teamkollege    | Platzierung | Ausfallgrund |
| ---- | -------- | ------------------- | ------------- | -------------- | ----------- | ------------ |
| 2020 | AF Corse | Ferrari 488 GTE Evo | Steffen Görig | Alexander West | Ausfall     | Unfall       |
| 2022 | AF Corse | Ferrari 488 GTE Evo | Simon Mann    | Toni Vilander  | Rang 41     |              |

### Einzelergebnisse in der FIA-Langstrecken-Weltmeisterschaft
| Saison  | Team     | Rennwagen       | 1   | 2   | 3   | 4   | 5   | 6   | 7   | 8   |
| ------- | -------- | --------------- | --- | --- | --- | --- | --- | --- | --- | --- |
| 2019/20 | AF Corse | Ferrari 488 GTE | SIL | FUJ | SHA | BAH | AUS | SPA | LEM | BAH |
| 2019/20 | AF Corse | Ferrari 488 GTE |     |     |     | DNF |     |     |     |     |
| 2021    | AF Corse | Ferrari 488 GTE | SPA | POR | MON | LEM | BAH | BAH |     |     |
| 2021    | AF Corse | Ferrari 488 GTE | 28  |     |     |     |     |     |     |     |
| 2022    | AF Corse | Ferrari 488 GTE | SEB | SPA | LEM | MON | FUJ | BAH |     |     |
| 2022    | AF Corse | Ferrari 488 GTE | 28  | 31  | 41  | 28  | 32  | 33  |     |     |